# Legacy (álbum de Planetshakers)
Legacy es un disco grabado en vivo por la banda australiana Planetshakers, conmemorando el aniversario número 20 de la iglesia central. Este álbum fue grabado en Melbourne, Manila, Kuala Lumpur y contiene 12 canciones. Planetshakers Ministries International y el sello Integrity lanzaron el álbum el 15 de septiembre de 2017.

| N.º             | Título                                    | Duración |
| --------------- | ----------------------------------------- | -------- |
| 1               | Alive Again (Live in Manila)              | 4:12     |
| 2               | Through It All (Live in Melbourne)        | 4:18     |
| 3               | Prophesy (Live in Melbourne)              | 4:21     |
| 4               | We Speak Life (Live in Melbourne)         | 8:34     |
| 5               | Be My Vision (Live in Melbourne)          | 6:37     |
| 6               | Here's My Life (Live in Melbourne)        | 6:57     |
| 7               | You Call Me Beautiful (Live in Melbourne) | 9:41     |
| 8               | Passion (Live in Melbourne)               | 3:58     |
| 9               | Drawing Closer (Live in Kuala Lumpur)     | 4:35     |
| 10              | A Love I Know (Live in Melbourne)         | 8:45     |
| 11              | All On the Altar (Live in Kuala Lumpur)   | 6:27     |
| 12              | You Are Here (Live in Manila)             | 6:20     |
| Total Duración: | Total Duración:                           | 72:05    |

## Posición en listas
| Lista (2017)                       | Máxima posición |
| ---------------------------------- | --------------- |
| Christian Albums Sales (Billboard) | 30              |